# Helmut Behr
Helmut Behr (* 17. September 1952) ist ein ehemaliger deutscher Fußballspieler, der als Aktiver des Karlsruher SC von 1978 bis 1980 in der 2. Fußball-Bundesliga 34 Spiele bestritten und dabei zwei Tore erzielt hat. Aktuell ist Helmut Behr Vereinskoordinator beim Frauen- 2. Ligisten, SC Sand.

## Spielerlaufbahn
Helmut Behr war Anfang/Mitte der siebziger Jahre Spieler in einer erfolgreichen Zeit des FC Phönix Bellheim (Regionalliga Südwest). Über die Stationen SV Viktoria Herxheim und Hassia Bingen kam er zur Runde 1978/79 mit seinem Mannschaftskameraden Gerhard Bold von Bingen als Neuzugang zum Karlsruher SC in die 2. Liga. Trainer Manfred Krafft setzte den schnellen linken Flügelstürmer in der Saison in 18 Begegnungen ein. Der KSC belegte den fünften Tabellenplatz. In seiner zweiten Saison in Karlsruhe belegte der KSC hinter Meister 1. FC Nürnberg den zweiten Platz und trug deshalb gegen den Nord-Vize Rot-Weiss Essen Entscheidungsspiele für den dritten Aufstiegsplatz in die Fußball-Bundesliga aus. In der Runde hatte Helmut Behr 16 Spiele bestritten. Im Hinspiel – am 6. Juni 1980 – im heimischen Wildparkstadion, beim entscheidenden 5:1-Sieg, wurde Behr in der 83. Minute für Linksaußen Raimund Krauth eingewechselt.
Im Wildparkstadion verkörperte er den klassischen Einwechselspieler, der gegen Ende eines Spiels, die gegnerische Abwehr noch einmal gehörig durch seine Schnelligkeit durcheinanderwirbelte. Bei seinen 34 Einsätzen war er 26-mal eingewechselt worden. Eine „Sternstunde“ erlebte der Pfälzer in der dritten Hauptrunde im DFB-Pokal 1980, als er am 12. Januar 1980 vor 30.000 Zuschauern in der 113. Spielminute das Tor zum 1:0-Heimerfolg gegen Borussia Mönchengladbach erzielte. In der 112. Minute war er für Edmund Becker eingewechselt worden. 
Nach dem Aufstieg kehrte er zur Runde 1980/81 wieder nach Bingen zurück.

## Trainer
Später war er Trainer u. a. beim ASV Landau, SV Weingarten, den er in die Oberliga führte, TuS Niederkirchen, Viktoria Herxheim (2008–2010), seit der Saison 2010/2011 beim VfR Rheinsheim. Außerdem trainierte Behr den Bellheimer 1. FC Kaiserslautern-Fanclub „Bellemer Deifel“ und war 17 Jahre sportlicher Leiter der Frauenabteilung des Karlsruher SC. Auch die Jugend fördert Helmut Behr: Er hat eine Fußballschule für Kinder und Jugendliche. Des Weiteren war er Betreiber eines Sport- und Keramikladens in seinem Heimatort Bellheim.
Seit Juli 2022 ist Helmut Behr Vereinskoordinator beim Frauen-2. Ligisten, SC Sand.